# Igor' Lobanov
Igor' Vladimirovič Lobanov (in russo Игорь Владимирович Лобанов?; traslitterazione anglosassone Igor Vladimirovich Lobanov; Mosca, 4 luglio 1969) è un ex slittinista russo.
Prima della dissoluzione dell'Unione Sovietica (1991) gareggiò per la nazionale sovietica, mentre ai XVI Giochi olimpici invernali di Albertville 1992 fece parte della squadra unificata.

## Biografia
Iniziò a gareggiare per la nazionale sovietica nelle varie categorie giovanili nella specialità del doppio in coppia con Gennadij Beljakov, con il quale condivise anche il resto della sua carriera, non riuscendo a cogliere risultati di particolare rilievo.
A livello assoluto partecipò ad una edizione dei Giochi olimpici invernali, sempre nella gara biposto: ad Albertville 1992, in quella che fu la sua ultima competizione a livello internazionale, chiuse la gara in decima posizione partecipando per la Squadra Unificata.
Prese parte altresì ad una edizione dei campionati mondiali aggiudicandosi la medaglia di bronzo nella gara a squadre e giungendo sesto nel doppio a Calgary 1990. Nelle rassegne continentali concluse al settimo posto la gara biposto ed al quarto la prova a squadre ad Igls 1990.

## Palmarès

### Mondiali
- 1 medaglia:
  - 1 bronzo (gara a squadre a Calgary 1990).